# Tête folle (film, 1949)
Pour les articles homonymes, voir Tête folle.
Tête folle (titre original : My Foolish Heart) est un drame sentimental américain réalisé par Mark Robson, sorti en 1949.

## Synopsis
A la vue d'une de ses vieilles robes, une jeune femme malheureuse et sur le point de divorcer, se remémore son premier amour...
New York, 1939. Étudiante, Eloise rencontre Walt lors d'une soirée étudiante. Quelques jours plus tard, Walt lui demande de sortir avec lui. Pour lui, c'est seulement une opportunité pour passer du bon temps. Quand Eloise s'en rend compte, elle lui fait comprendre qu'elle est une fille sérieuse. Walt continue de la voir et ils finissent par tomber amoureux. La guerre éclate et Walt est mobilisé. Avant son départ pour l'outre-mer, il demande à Eloise de passer la nuit avec lui. D'abord hésitante, elle finit par accepter. S'apercevant qu'elle est enceinte, elle décide de cacher son état à Walt car elle souhaite qu'il la demande en mariage uniquement par amour et non pour légitimer l'enfant... 

## Fiche technique
- Titre : Tête folle
- Titre original : My Foolish Heart
- Réalisation : Mark Robson
- Scénario : Julius J. Epstein et Philip G. Epstein d'après la nouvelle Oncle déglingué au Connecticut de J. D. Salinger
- Production : Samuel Goldwyn
- Société de production : The Samuel Goldwyn Company
- Distribution : RKO Radio Pictures
- Musique : Victor Young
- Photographie : Lee Garmes
- Montage : Daniel Mandell
- Direction artistique : Richard Day
- Décors de plateau : Julia Heron
- Costumes : Edith Head et Mary Wills
- Pays de production : États-Unis
- Format : Noir et blanc - Mono
- Genre : Drame
- Durée : 98 minutes
- Dates de sortie[1] : 
  - États-Unis : 25 décembre 1949
  - France : 3 octobre 1951

## Distribution
- Dana Andrews : Walt Dreiser
- Susan Hayward : Eloise Winters
- Kent Smith : Lewis H. Wengler
- Lois Wheeler : Mary Jane
- Jessie Royce Landis : Martha Winters
- Robert Keith : Henry Winters
- Gigi Perreau : Ramona
- Karin Booth : Miriam Ball
- Todd Karns : L'escorte
- Phillip Pine : Sergent Lucey
- Martha Mears : La chanteuse
- Edna Holland : Dean Whiting
- Jerry Paris : Usher
- Marietta Canty : Grace
- Barbara Woodell : La réceptionniste
- Regina Wallace : Mme Crandall

## Autour du film
Le thème musical, My Foolish Heart de Victor Young, joué à plusieurs reprises dans le film, fut un grand succès repris par de nombreux artistes encore aujourd'hui.